# Ismaila Coulibaly
Ismaila Cheick Coulibaly (* 25. Dezember 2000) ist ein malischer Fußballspieler. Er spielt aktuell für den LASK und wird überwiegend im zentralen Mittelfeld eingesetzt.

## Karriere

### Verein
Coulibaly begann seine fußballerische Laufbahn in Senegal bei der Oslo Football Academy in Dakar. 2019 wurde er von den Scouts des Sarpsborg 08 FF entdeckt und wechselte anschließend in die norwegische Eliteserien. In der Saison 2019 spielte er 13 Mal in der Liga und einmal im Pokal. Die Spielzeit 2020, die er nur bis September spielte, schloss er mit 14 Einsätzen und vier Toren ab. Im September 2020 wechselte Coulibaly für zwei Millionen Euro in die Premier League zu Sheffield United.
Ohne einen einzigen Einsatz für Sheffield wurde er direkt für drei Jahre an den K Beerschot VA verliehen. Für Beerschot bestritt er in der Saison 2020/21 22 von 30 möglichen Ligaspielen  und schoss dabei fünf Tore sowie ein Pokalspiel. In der nächsten Saison, die mit dem Abstieg von Beerschot in die Division 1B endete, waren es 20 von 34 möglichen Ligaspielen sowie erneut ein Pokalspiel. Wegen einer Rückenverletzung fiel Coulibaly von Mitte November 2021 bis Mitte Februar 2022 aus.
Zur Saison 2022/23 kehrte er nach Sheffield zurück. Dort spielte er aber keine Rolle, kam in jener Spielzeit nur zu einem Kurzeinsatz in der EFL Championship. Mit Sheffield stieg er wieder in die Premier League auf. Nachdem er im ersten Halbjahr der Saison 2023/24 ohne Einsatz geblieben war, wurde Coulibaly im Februar 2024 nach Schweden an AIK Solna verliehen. Für Solna lief er zehnmal in der Allsvenskan auf, ehe er im Juli 2024 vorzeitig nach Sheffield zurückkehrte, das mittlerweile wieder in die Championship abgestiegen war. Ohne weiteren Zweitligaeinsatz für United wechselte er im Januar 2025 zum österreichischen Bundesligisten LASK, bei dem er einen bis 2028 laufenden Vertrag erhielt.

### Nationalmannschaft
Coulibaly kam zweimal für die malische U-20-Nationalmannschaft zum Einsatz. Im März 2023 gab er in der Qualifikation zum Afrika-Cup gegen Gambia sein Debüt im A-Nationalteam.